# Zhengyia shennongensis
Zhengyia shennongensis är en nässelväxtart som beskrevs av T.Deng, D.G.Zhang och H.Sun. Zhengyia shennongensis ingår i släktet Zhengyia och familjen nässelväxter. Inga underarter finns listade i Catalogue of Life.